# Nieuw-Lekkerland (dorp)
Nieuw-Lekkerland (uitspraakⓘ) is een plaats in de gemeente Molenlanden in de Nederlandse provincie Zuid-Holland, ten zuiden van de rivier de Lek en in het noordwesten van de Alblasserwaard gelegen. Tot 1 januari 2013 was Nieuw-Lekkerland een zelfstandige gemeente. Het aantal inwoners bedroeg in 2023 8.670 inwoners.
Het plaatselijk dialect dat er wordt gesproken, duidt men aan als Nieuw-Lekkerlands en valt onder het West-Alblasserwaards.

## Geschiedenis

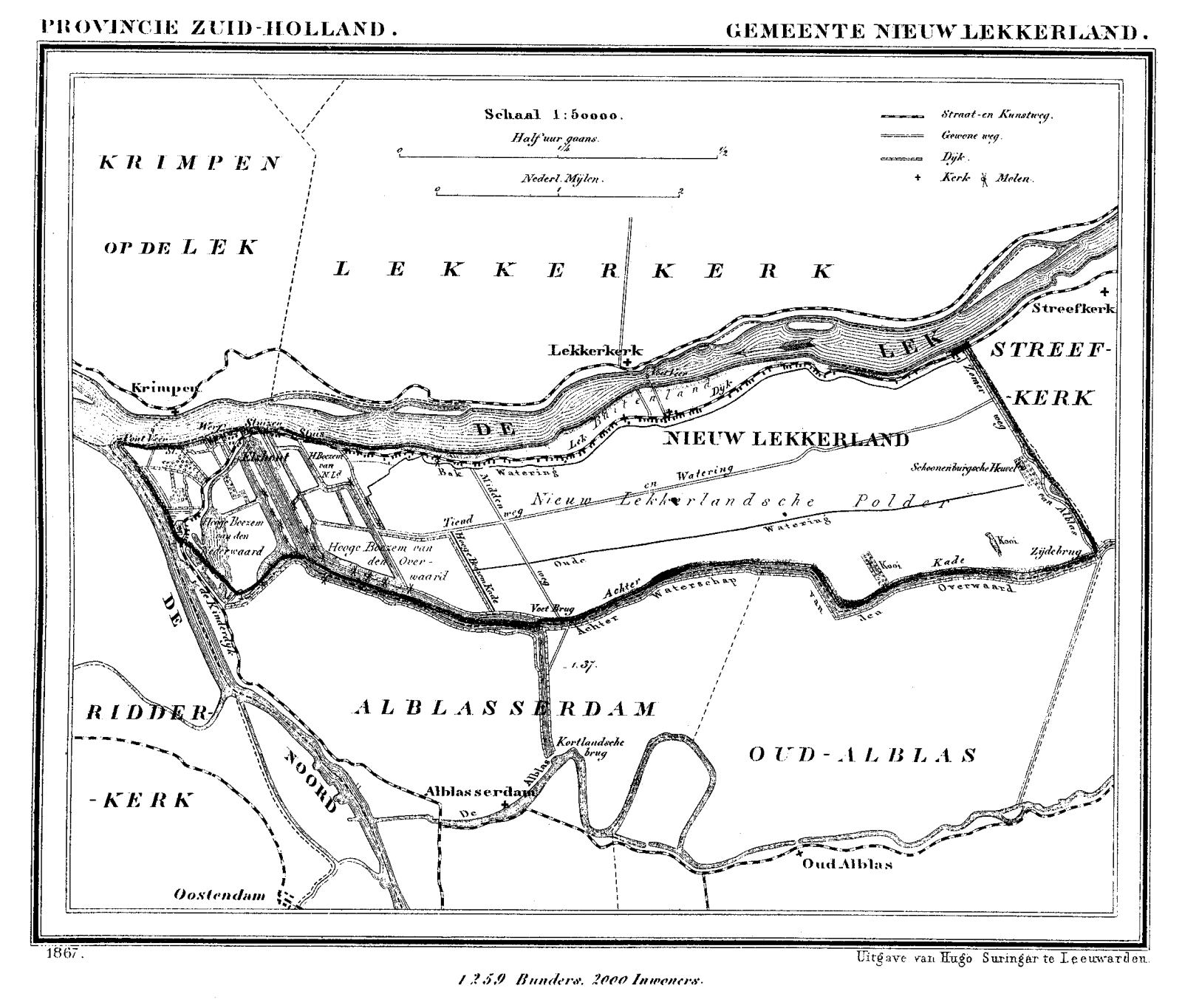
Nieuw-Lekkerland in 1867.

In de eerste eeuwen na Christus was het grondgebied van Nieuw-Lekkerland in handen van de Romeinen. In die tijd was Nieuw-Lekkerland alleen maar moeras. Pas in de 10e eeuw kwam daar verandering in, men ging het moeras uitgraven. Door inklinking van het veen kwam het land steeds lager te liggen. Rond 1280 wordt het dorp Leckerlant genoemd. De naam Nieue-Leckelant wordt voor het eerst genoemd rond 1325 als tegenhanger van het dorpje Oud-Leckelant (nu Lekkerkerk). Pas in 1903 werd het dorpje Nieuw-Lekkerland genoemd.
Het dorp viel in de middeleeuwen onder de heerlijkheid van de Lek. Nabij het dorp zou in de 14e eeuw op een donk het kasteel Schoonenburg hebben gestaan. Dit kasteel is in de 15e eeuw verdwenen en de stenen zouden zijn gebruikt voor herstelwerk aan de kerk in Streefkerk.
Tijdens de Tachtigjarige Oorlog zijn de dijken bij Nieuw-Lekkerland doorgestoken.
De Lek heeft in de geschiedenis een grote rol gespeeld in de plaatselijke economie en handel. De economie was gebaseerd op landbouw, veeteelt en visserij. In de 19e eeuw werd de scheepsbouw ontwikkeld. In 1849 werd op de dijk de huidige dorpskerk gebouwd. In 1915 werd aan de Lekdijk de watertoren gebouwd.
De klok van de Hervormde kerk uit 1774 werd in 1943 uit de toren gehaald en afgevoerd. In 1949 kwam weer een nieuwe klok, met als opschrift: 'Mijn voorganger is in oorlogstijd verdwenen. Nu ben ik in vredestijd verschenen'. Na de oorlog is Nieuw-Lekkerland snel uitgebreid.

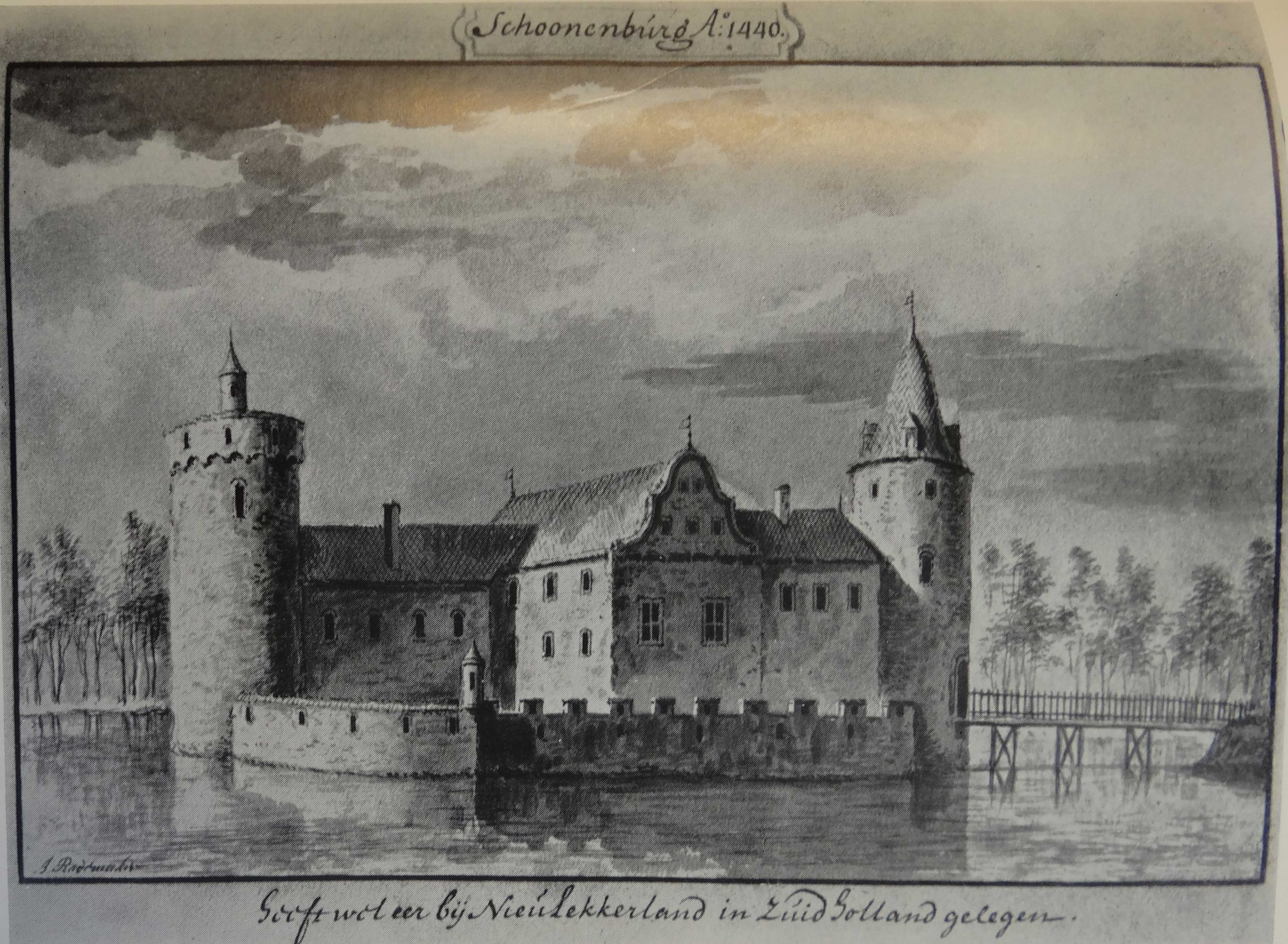
Kasteel Schoonenburg

## Geografie

### Kernen
De plaats Nieuw-Lekkerland bestond oorspronkelijk uit twee wijken, Dorp en Middelweg, die zo'n twee kilometer uit elkaar lagen, gescheiden door weilanden. Inmiddels is er zoveel bijgebouwd in het zogenaamde Middengebied, dat beide wijken nu praktisch met elkaar zijn verbonden. Nieuw-Lekkerland bestaat (volgens het CBS) uit de volgende wijken:
- Dorp
- Lekdijk
- Middelweg
- Verspreide huizen

Kinderdijk maakte deel uit van de gemeente Nieuw-Lekkerland en is bekend vanwege zijn Kinderdijkse molens. De molens waren oorspronkelijk bedoeld om het water uit het moerasgebied te malen. Inmiddels is in Kinderdijk een gemaal gebouwd dat de waterstanden regelt. De molens zijn een toeristische attractie geworden. Kinderdijk en Nieuw-Lekkerland zijn nog steeds nauw verbonden.

## Bevolking
- Geboortecijfer 15,57 per 1000
- Sterftecijfer 3,49 per 1000

### Geschiedenis bevolkingsgroei gemeente
- Vanwege een beveiligingsprobleem met de MediaWiki Graph-software is het momenteel niet mogelijk deze grafiek weer te geven. Zodra de software is bijgewerkt zal de grafiek vanzelf weer zichtbaar worden.

### Godsdienst
Nieuw-Lekkerland kent een grote kerkelijke meelevendheid. Allerlei kerkgenootschappen van protestantse signatuur treft men er aan. Nieuw-Lekkerland wordt tot de bevindelijk-gereformeerde Bijbelgordel gerekend wat zijn weerslag heeft in het grote aantal zetels dat SGP en ChristenUnie in de wacht slepen. De confessionele partijen nemen meer dan de helft van het aantal gemeenteraadszetels in van de voormalige gemeente. Voorts is Nieuw-Lekkerland een van de weinige voormalige gemeenten in Nederland die een vloekverbod kenden, al was dit niet handhaafbaar in het kader van de vrijheid van meningsuiting.

#### Kerken
Nieuw-Lekkerland heeft diverse kerken:
- Gereformeerde Kerk
- Gereformeerde Kerk Vrijgemaakt
- Hervormde Gemeente Maranatha
- Hervormde Kerk, dit is de dorpskerk
- Hersteld Hervormde Kerk
- Nederlands Hervormde Kerk Rehoboth

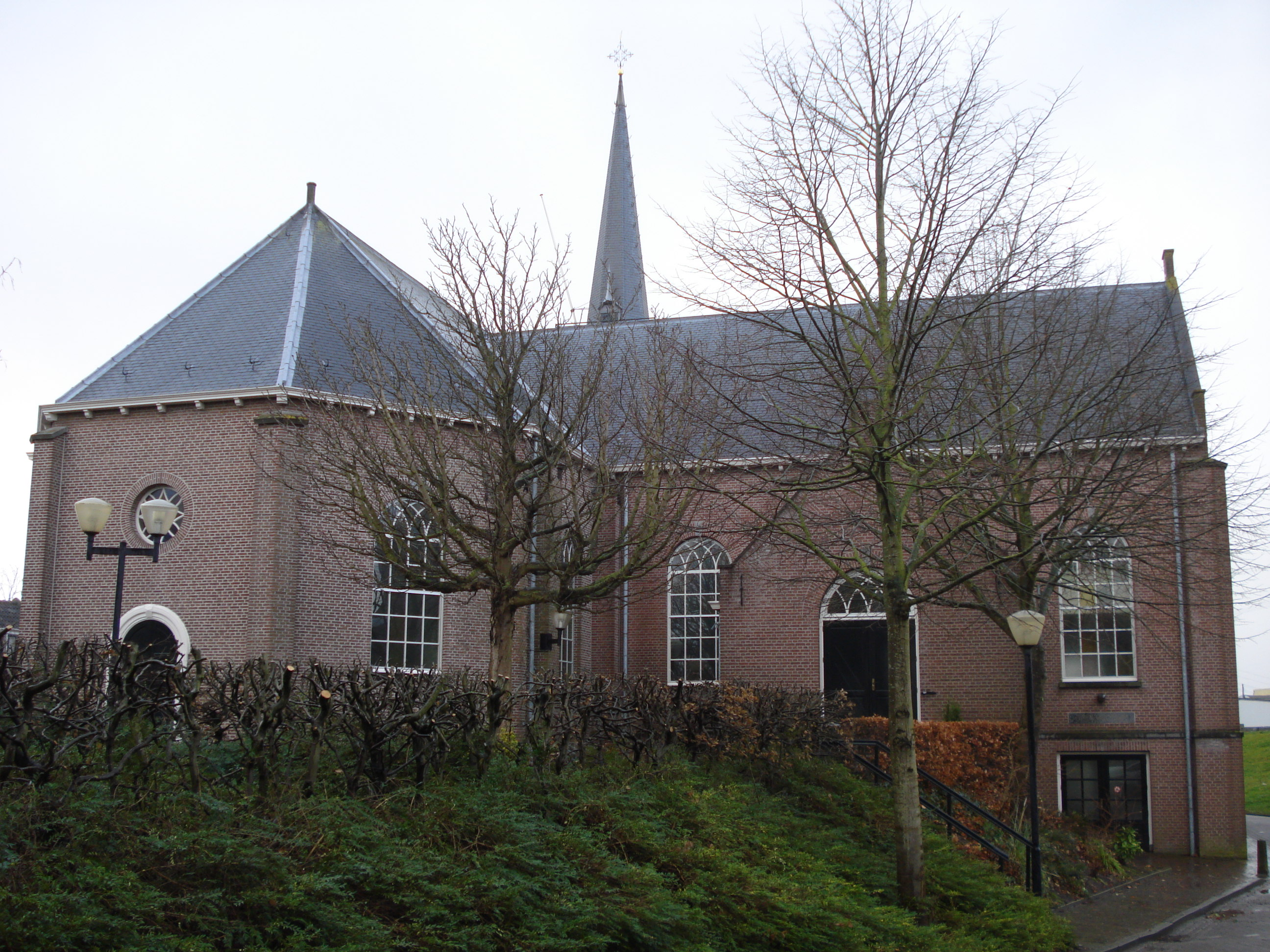
Dorpskerk
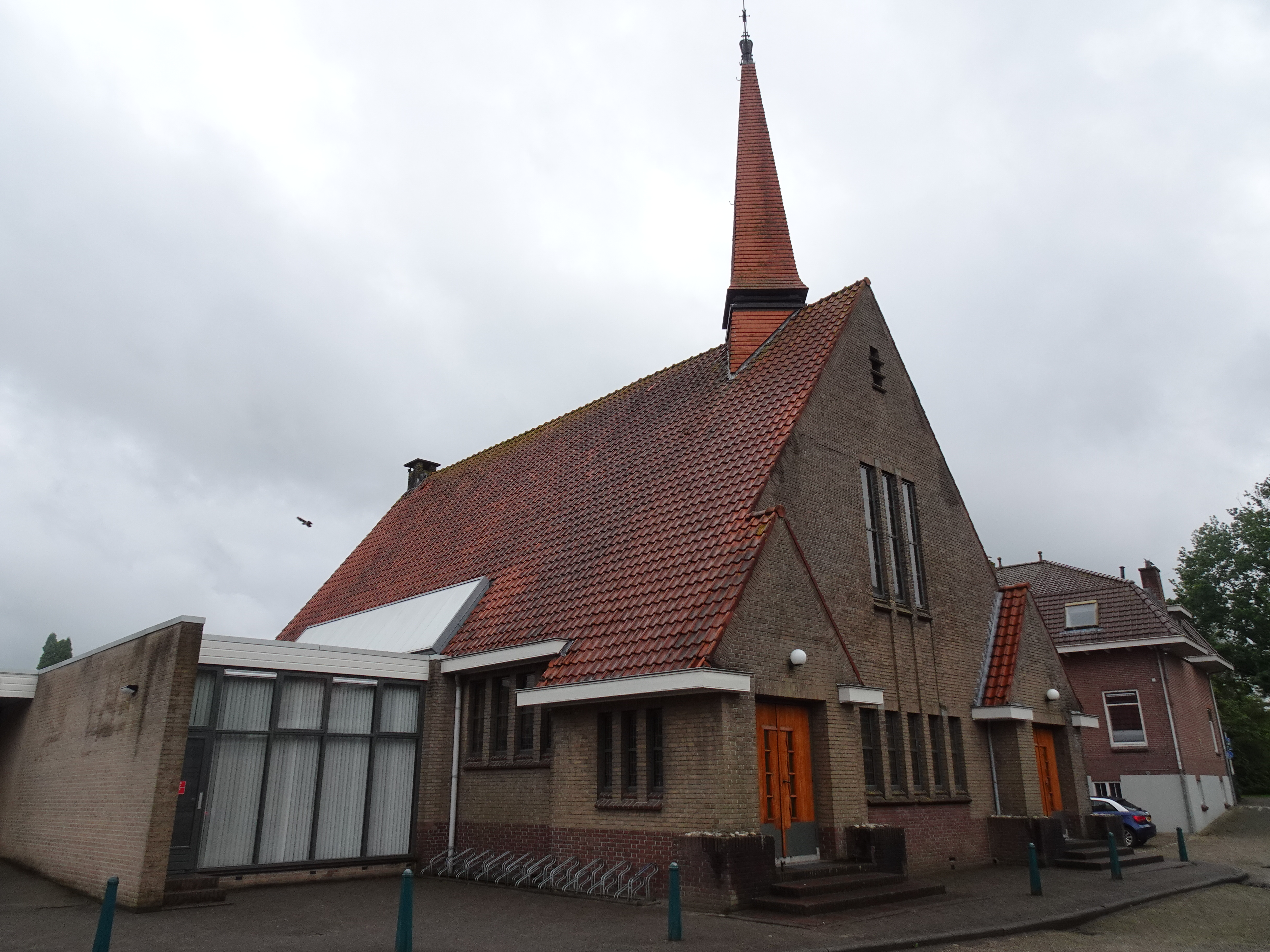
Ontmoetingskerk
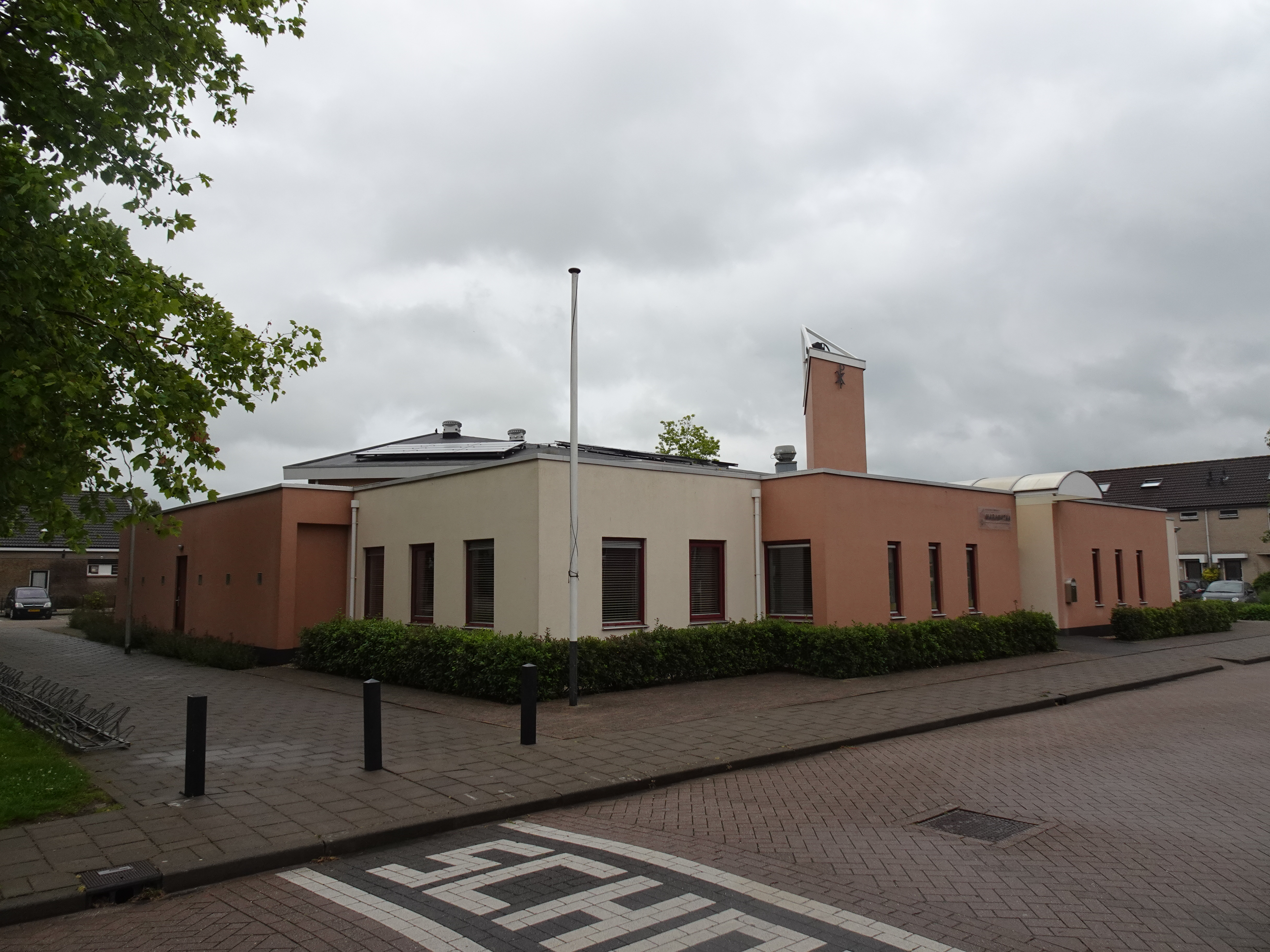
Maranathakerk
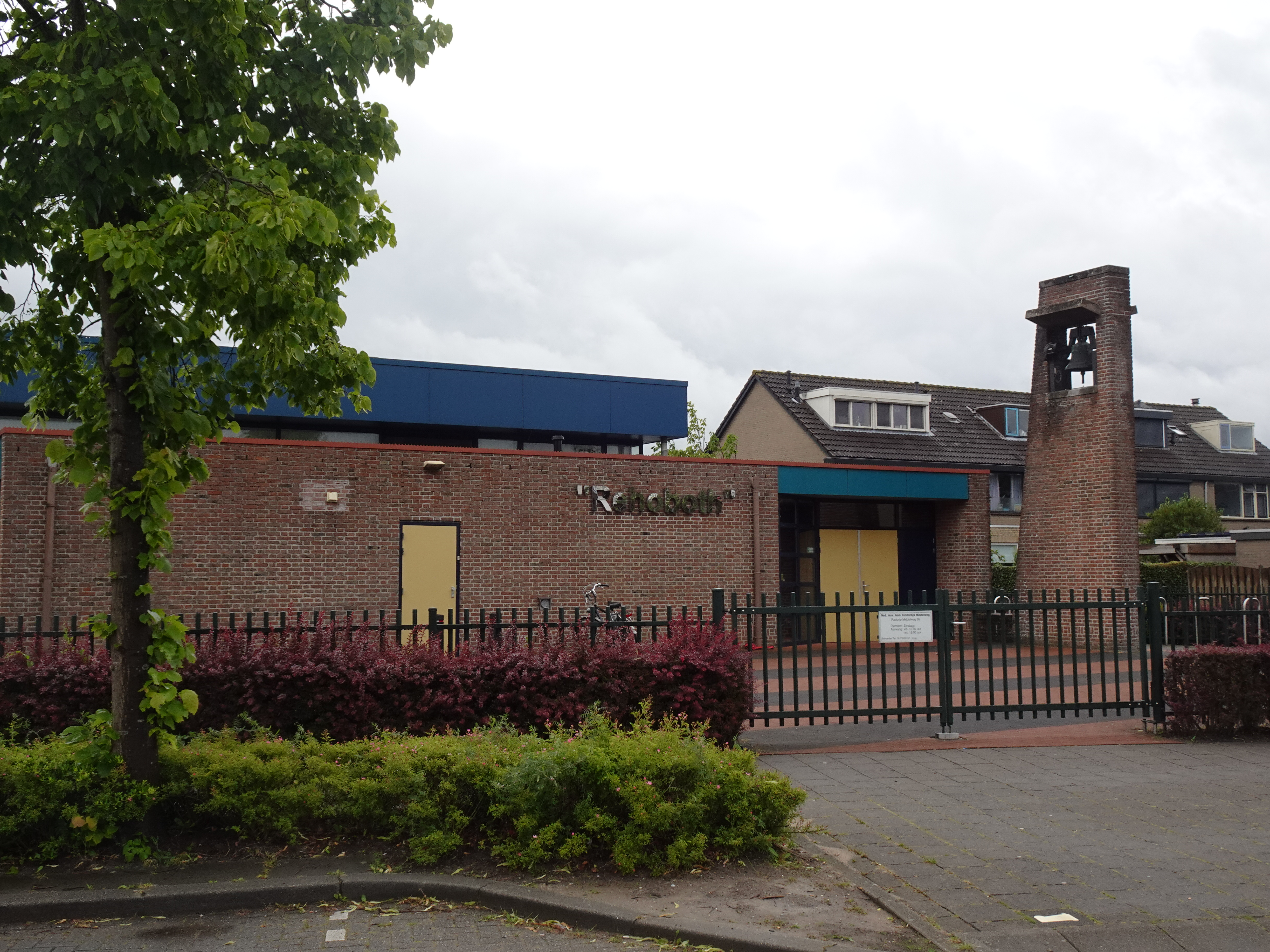
Rehobothkerk
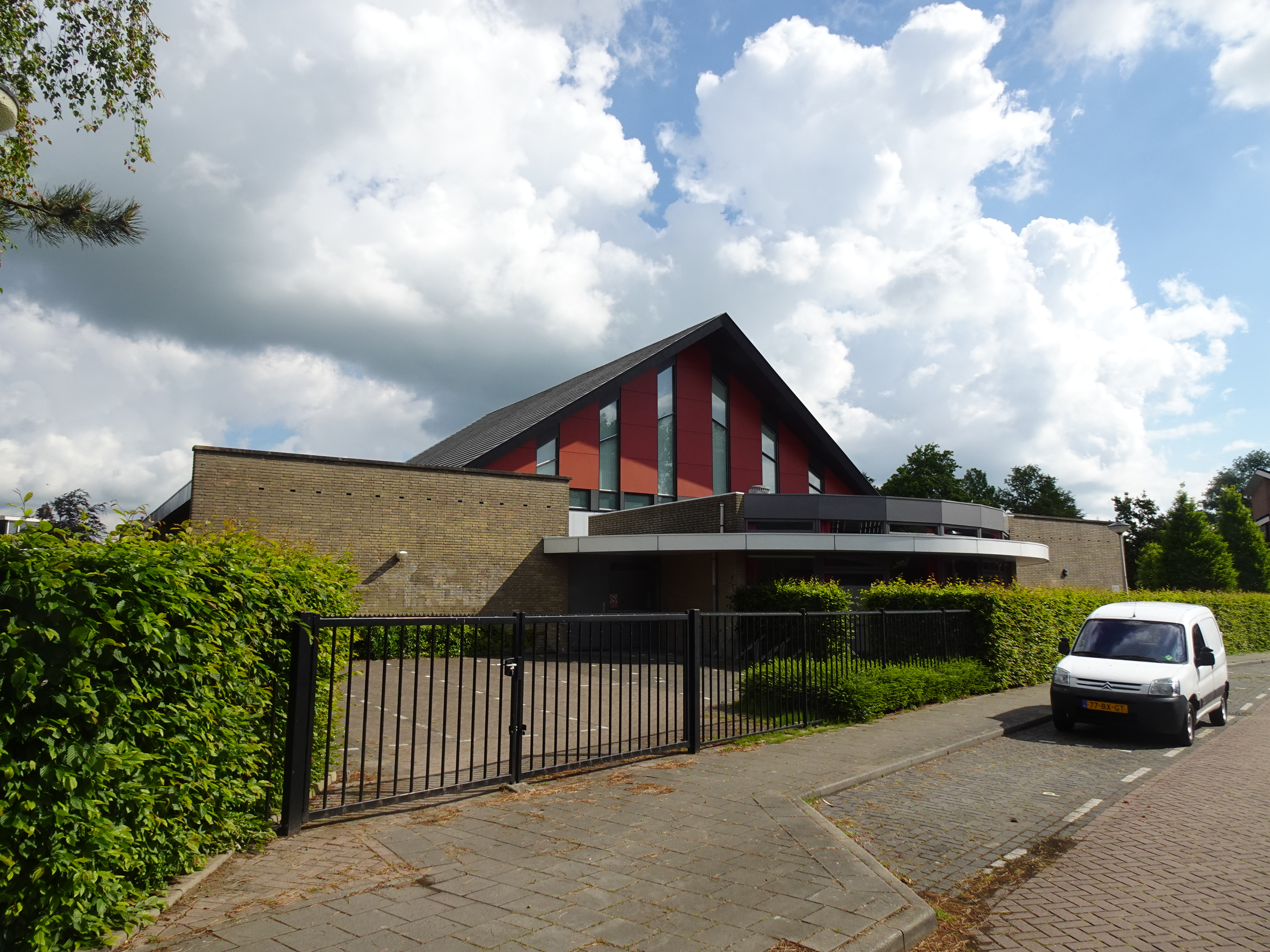
Hersteld Hervormde Kerk
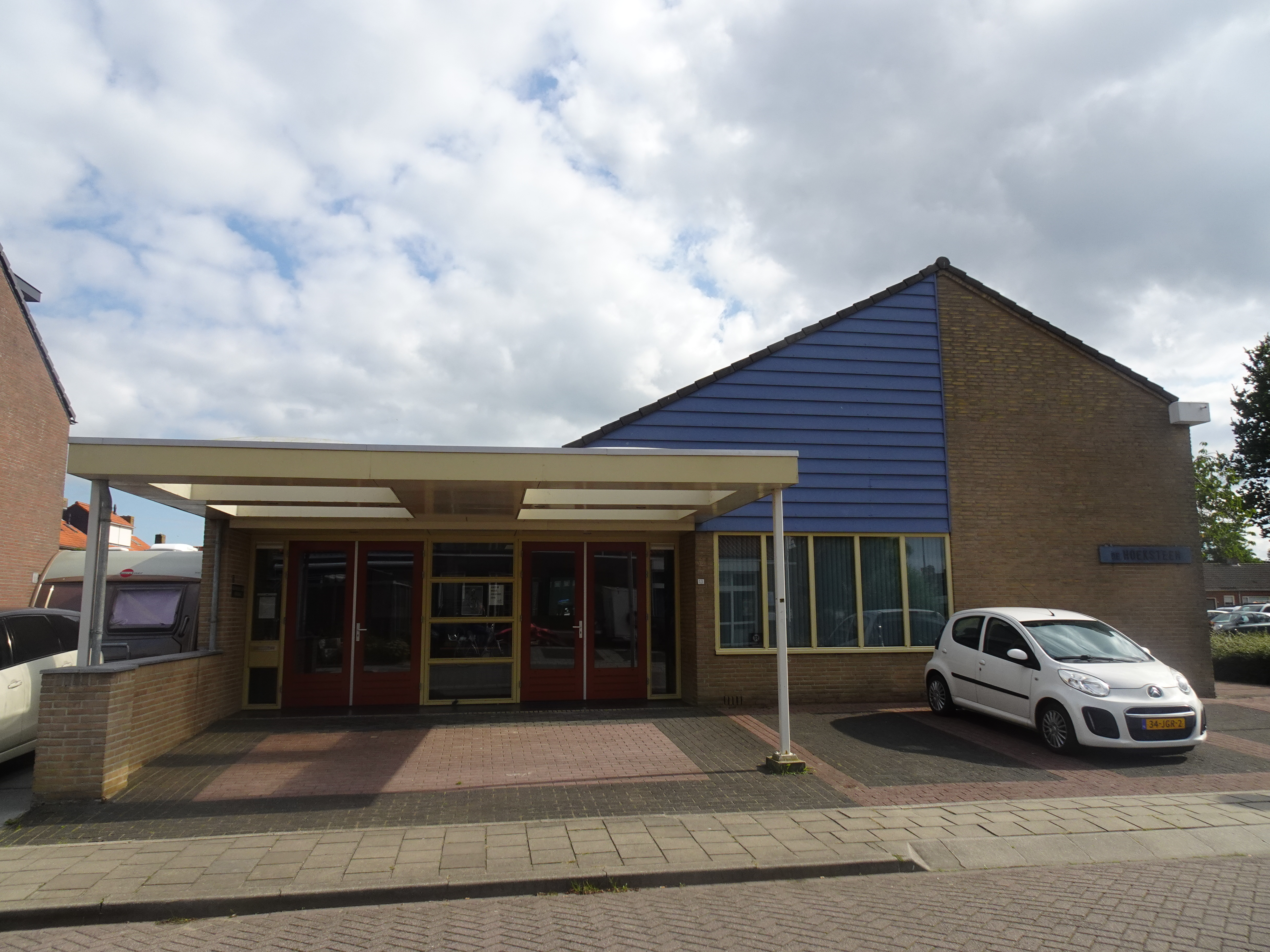
De Hoeksteen

## Politiek
| Partij        | Stemmen in procenten | Stemmen in procenten | Stemmen in procenten | Stemmen in procenten | Stemmen in procenten | Zetels in de raad | Zetels in de raad | Zetels in de raad | Zetels in de raad | Zetels in de raad |
|               | 1994                 | 1998                 | 2002                 | 2006                 | 2010                 | 1994              | 1998              | 2002              | 2006              | 2010              |
| ------------- | -------------------- | -------------------- | -------------------- | -------------------- | -------------------- | ----------------- | ----------------- | ----------------- | ----------------- | ----------------- |
| PvdA          | 28,0                 | 31,7                 | 26,6                 | 32,8                 | 24,7                 | 4                 | 4                 | 4                 | 4                 | 3                 |
| SGP           | 22,3                 | 22,9                 | 26,1                 | 25,0                 | 29,1                 | 3                 | 3                 | 3                 | 3                 | 4                 |
| ChristenUnie* | 17,7                 | 19,3                 | 21,9                 | 22,1                 | 24,7                 | 2                 | 3                 | 3                 | 3                 | 3                 |
| VVD           | 20,6                 | 16,0                 | 16,8                 | 10,4                 | 12,7                 | 3                 | 2                 | 2                 | 2                 | 2                 |
| CDA           | 11,4                 | 10,1                 | 8,6                  | 9,7                  | 8,8                  | 1                 | 1                 | 1                 | 1                 | 1                 |
| Opkomst       | 78,7                 | 80,8                 | 77,7                 | 77,5                 | 69,5                 | 13                | 13                | 13                | 13                | 13                |

*1994 en 1998 RPF-GPV

### Gemeentelijke herindelingen
Op 1 januari 2013 zijn de gemeenten Graafstroom, Liesveld en Nieuw-Lekkerland samengegaan als één gemeente met de naam Molenwaard. Ze hebben nu ook geen aparte gemeentewerken meer. Het oude gemeentehuis van Nieuw-Lekkerland is inmiddels verbouwd tot openbare school (brede school). Op 1 januari 2019 fuseerde de gemeente Molenwaard met Giessenlanden tot de huidige gemeente Molenlanden.

## Economie
Van oorsprong is Nieuw-Lekkerland een agrarische gemeente, hoewel ook al heel lang industrieën langs de rivier de Lek zijn gevestigd. Inmiddels is in Nieuw-Lekkerland ook een binnendijks industrieterrein ontwikkeld aan de rand van het dorp waar een aantal lokale bedrijven zich heeft gevestigd.
Nieuw-Lekkerland kende eind 19e eeuw een Nederlandse primeur op elektriciteitsgebied. In 1886 werd in Kinderdijk de eerste openbare elektriciteitscentrale van het land neergezet. 295 gebouwen in Nieuw-Lekkerland en buurgemeente Alblasserdam konden zo van stroom worden voorzien.

## Sport en cultuur
Op gebied van sport en cultuur zijn er een aantal verenigingen zoals:
- Koninklijke Fanfare Apollo
- VV Nieuw-Lekkerland
- IJsclub de Molenhoek
- Turnvereniging Kracht & Vriendschap
- Basketbalvereniging Klipperstars

Enkele andere openbare gebouwen voor sport en cultuur:
- Bibliotheek
- Gymzaal
- Sporthal de Klipper
- Zwembad Schoonenburg
- NLTC Tennis & Padel vereniging
- Speeltuin Middelweg, de grootste speeltuin van Nieuw-Lekkerland.

## Bezienswaardigheden
Aan de Lekdijk bevinden zich drie rijksmonumenten. Dat zijn een boerderij op Lekdijk 63, Molen De Regt en het oude gemeentehuis. Aan de Lekdijk bevindt zich ook een watertoren uit 1915. Er een heuvel genaamd de Schoonenburgerheuvel, waar vroeger waarschijnlijk een kasteel heeft gestaan. In het zuiden grenst Nieuw-Lekkerland aan het water, het achterwaterschap, dat naar Kinderdijk stroomt. Aan het waterschap bevinden zich ook de molens en het eeuwenoude Waardhuis.
In Kinderdijk zijn alle 19 molens rijksmonument en zelfs werelderfgoed. Verder zijn de dorpskerk, het wisboomgemaal, het polderhuis en twee huizen rijksmonument.

## Verkeer en vervoer

### Provinciale wegen
In Nieuw-Lekkerland ligt de volgende provinciale weg:
- Nieuw-Lekkerland - Streefkerk

### Bussen
Er gaat een aantal buslijnen door Nieuw-Lekkerland. Hieronder een overzicht. De lijnen zijn van Qbuzz.
- streekBuzz 74 = Nieuw-Lekkerland - Streefkerk - Groot-Ammers - Gorinchem
- streekBuzz 93 = Dordrecht - Nieuw-Lekkerland
- R-net 489 = Rotterdam - Ridderkerk - Alblasserdam - Nieuw-Lekkerland

### Veerdiensten
Er varen drie veerdiensten vanuit Nieuw-Lekkerland. Hieronder een overzicht.
- Fiets-en-voetveer
  - Nieuw-Lekkerland - Lekkerkerk
  - Kinderdijk - Ridderkerk
- Veerpont voor auto's
  - Kinderdijk - Krimpen aan de Lek

## Onderwijs
Nieuw-Lekkerland heeft vier basisscholen:
- obs de Tuimelaar
- School met de Bijbel de Wegwijzer
- Basisschool de Schakel
- Petrus van der Veldenschool.

## Bekende inwoners

### Geboren
- Willem Breedveld (1945-2010), journalist en columnist
- Margriet van der Linden (1970), journaliste, presentatrice en feminist (hoofdredactrice van Opzij)
- Marcel van der Steen (1973), journalist en programmamaker
- Roelof den Ouden (1978), schrijver van spannende jeugdliteratuur
- Arjan van der Plaat (1986), zwemmer

### Woonachtig geweest
- Tjitze de Jong (1942-2014), predikant (standplaats van 1969 tot 1974)